# 瓜达卢佩 (卡塞雷斯省)
瓜达卢佩，是西班牙埃斯特雷马杜拉卡塞雷斯省的一个市镇。总面积68平方公里，总人口2288人（2001年），人口密度34人/平方公里。